# Торадора!
«Торадора!» (яп. とらドラ!) — серия лайт-новел Ююко Такэмии, первый том которой был выпущен 10 марта 2006, а последний, десятый, 10 марта 2009 года. По ней выходит одноимённая манга авторства Дзэккё. Публикация в журнале Dengeki Comic Gao! была остановлена 27 января 2008 года, но продолжена в принадлежащем компании ASCII Media Works Dengeki Daioh 21 марта 2008 года. В России манга лицензирована издательством «Палма Пресс», а после её закрытия перешла к «Фабрике комиксов».
Радиопостановка в Интернете была организована в сентябре 2008 года силами Animate TV. 25-серийная аниме-адаптация производства J.C. Staff начала транслироваться в Японии на канале TV Tokyo со 2 октября 2008 года. Визуальная новелла Namco Bandai Games для PlayStation Portable, основанная на оригинальной сюжетной линии, была выпущена в апреле 2009 года.
Название «Торадора!» возникло от имён двух главных персонажей Тайги Айсаки и Рюдзи Такасу. Имя «Тайга» созвучно со словом «тигр» по-английски (англ. tiger), а по-японски это слово будет звучать как «тора» (яп. 虎). Первая часть имени Рюдзи — рю (яп. 竜), что по-японски значит «дракон», а в японизированной транслитерации с английского оно будет выглядеть как «ドラゴン» (дорагон).

## Сюжет
История «Торадора!» начинается с того, что главный герой Рюдзи Такасу, который измотан попытками выглядеть лучше для окружающих, поступает во второй класс старшей школы. Несмотря на свою природную доброту, из-за своего взгляда он воспринимается всеми как бандит, и поэтому совершенно не надеется найти в ближайшее время подругу. После приветствия своей сонной матерью утром, Рюдзи идёт в школу и с радостью обнаруживает, что оказался в одном классе со своим лучшим приятелем Юсаку Китамурой и девушкой, в которую он влюблён — Минори Кусиэдой. Так всё обстоит, пока он буквально не сталкивается с «самым опасным созданием школы» — ученицей Тайгой Айсакой, которая также, как оказывается, учится в его классе и является близкой подругой Минори. Первая встреча с Айсакой заканчивается нокаутом для Рюдзи.
Тайга холодно относится к окружающим и не колеблясь огрызается в ответ на малейшее замечание с их стороны. Рюдзи не нравится Тайге с первой же их встречи. Тайга из богатой семьи, но из-за семейных проблем она стала жить отдельно. Совершенно случайно её новый дом оказался по соседству с домом Рюдзи. Как только Рюдзи обнаруживает, что Тайга влюблена в Юсаку, а Тайга, в свою очередь, открывает влюблённость Рюдзи в Минори, Рюдзи предлагает объединить усилия по завоеванию сердец. Тайга проводит много времени дома у Рюдзи, так много, что её можно считать практически членом его семьи. Поскольку Рюдзи проводит много времени с Тайгой, он начинает лучше её понимать и открывать те стороны её характера, которые большинство людей не замечают. Тайга и Рюдзи пытаются помочь друг другу изменить отношение к ним окружающих. Однако их странные отношения удивляют всех их знакомых, и за спинами Тайги и Рюдзи начинают ползти слухи.

## Список персонажей

### Главные персонажи
Рюдзи Такасу (яп. 高須 竜児 Такасу Рю:дзи) — семнадцатилетний ученик 2-С (11 «В») класса. Биологическая наследственность наделила его пугающим взглядом отца — члена Якудза, из-за чего люди очень часто неправильно его понимают. Рюдзи сирота, живёт в семье без отца с молодой работающей матерью, из-за чего рано стал самостоятельным. Он хорошо готовит и маниакально любит проводить уборку дома. Влюблён в Минори Кусиэду, свою одноклассницу.

Главные персонажи (слева направо): Рюдзи, Юсаку, Тайга, Минори и Ами

Позже полюбил Тайгу и предложил ей свою руку и сердце, у них с Тайгой появляются планы.
Сэйю: Дзюндзи Мадзима
Тайга Айсака (яп. 逢坂 大河 Айсака Тайга) — одноклассница Рюдзи. Она хорошо воспитана и имеет прекрасную внешность, однако неспособна переносить общество других людей. Из-за этого она часто хамит и грубит окружающим, именно за эту особенность и свой малый рост она получила прозвище «карманный тигр» (яп. 手乗りタイガー Тэнори Тайга:). Тайгу очень легко обидеть и заставить чувствовать себя неловко. Из-за своего милого личика («как у куклы» — слова Рюдзи) она часто получала признания в любви от парней, однако всех их Тайга отвергла. Тайга из богатой семьи, но из-за проблем с новой семьёй отца она переезжает и начинает жить самостоятельно. Несмотря на то, что живёт Тайга в квартире в очень престижном доме, она не умеет самостоятельно вести хозяйство, из-за чего питается едой из фастфудов, а обилие немытой посуды и неубранная квартира заставляют Рюдзи немедленно приняться за уборку. Влюблена в лучшего друга Рюдзи — Юсаку Китамуру. Ввиду этого Тайга и Рюдзи объединяются, чтобы помочь друг другу улучшить отношения со своими возлюбленными.
Позже влюбляется в Рюдзи, у них образуются планы. В конце аниме уезжает жить к родной маме, но возвращается, чтобы повидать Рюдзи.
Сэйю: Риэ Кугимия
Минори Кусиэда (яп. 櫛枝 実乃梨 Кусиэда Минори) — одноклассница Тайги, в которую влюблён Рюдзи. Гиперактивная девушка, игрок в школьной сборной по софтболу. После уроков работает, и не на одной работе. Следит за фигурой. В финале ранобэ выясняется, что Минори любит Рюдзи, но из-за Тайги отказывается от своих чувств.
Сэйю: Юи Хориэ
Юсаку Китамура (яп. 北村 祐作 Китамура Ю:саку) — одноклассник Рюдзи и его лучший друг. Он является заместителем главы школьного совета, а также капитаном мужской сборной школы по софтболу. Прилежный и старательный ученик. Влюблён в главу школьного совета, Сумирэ Кано. В классе среди девушек известен под прозвищем «Маруо» (так как очень похож на Куэо Маруо из «Чиби Маруко Чан») и пользуется у них большим успехом. После окончания школы он уезжает в США за Сумирэ.
Сэйю: Хирофуми Нодзима
Ами Кавасима (яп. 川嶋 亜美 Кавасима Ами) — подруга детства Юсаку, которая перевелась в его класс в середине второго года обучения старшей школы. Работает моделью. После перевода в новую школу она временно прекращает свою модельную карьеру, однако продолжает активно посещать спортзал и следит за фигурой. С окружающими она всегда внешне добра и мила, но скрывает свой истинный надменный характер. Сразу же после знакомства Ами и Тайга начинают конфликтовать, и от Айсаки Ами получает прозвище «Бака-Ти» (яп. ばかちー Бакати:, «тупая чихуахуа»). Ами влюбилась в Рюдзи и безуспешно пыталась завести с ним отношения.
Сэйю: Эри Китамура

### Второстепенные персонажи
Ясуко Такасу (яп. 高須 泰子 Такасу Ясуко) — 33-летняя мама Рюдзи. Работает хостес в баре под вымышленным именем Мирано (яп. 魅羅乃), чем в одиночку содержит семью. Обладает детским характером, безответственна, поэтому во всех домашних делах полагается на сына. Мечтает, чтобы Рюдзи поступил в колледж и получил хорошее образование, ради чего находит вторую работу. Полюбила Тайгу с первой встречи и считает её членом семьи.
Сэйю: Саяка Охара
Юри Койгакубо (яп. 恋ヶ窪 ゆり Койгакубо Юри) — 29-летняя руководительница класса, в котором учится Рюдзи. Незамужем, из-за чего часто впадает в депрессию. Занимается недвижимостью, чтобы отбить мысли об одиночестве. Завидует девушкам из своего класса, потому что те ещё молоды и могут устроить свою личную жизнь успешнее Юри. Из-за этого часто злится, когда ученицы класса сомневаются в себе.
Сэйю: Риэ Танака
Сумирэ Кано (яп. 狩野 すみれ Кано Сумирэ) — глава школьного совета. Обладает сильным характером, подавая пример учащимся. Юсаку влюбляется в Сумирэ, но она не отвечает взаимностью, боясь, что Юсаку променяет учёбу на неё. Уезжает на учёбу в США.
Сэйю: Юко Каида
Кота Томииэ (яп. 富家 幸太 Томииэ Ко:та) — студент первого курса. Главный герой Toradora Spin-off!. Как правило, недоволен своей жизнью. Работает в студенческом совете, имеет хорошую успеваемость. Поначалу не понял термин «карманный тигр» и влюбился в Тайгу. Позднее влюбился в Сакуру и в результате стал с ней встречаться.
Сэйю: Нобухико Окамото
Хисамицу Ното (яп. 能登 久光 Ното Хисамицу) — одноклассник и друг Рюдзи. Носит очки. После совместной поездки класса на лыжный курорт влюбляется в Маю.
Сэйю: Кадзуюки Окицу
Кодзи Харута (яп. 春田 浩次 Харута Ко:дзи) — одноклассник и друг Рюдзи. Имеет плохую успеваемость и отличается чрезмерной энергичностью. Любит подкалывать одноклассников, из-за чего однажды попал под горячую руку Тайги. Первым обратил внимание на то, что из Рюдзи и Тайги вышла бы хорошая пара. Несмотря на свой характер, в конце концов находит себе девушку, в чём признаётся на день Святого Валентина.
Сэйю: Хироюки Ёсино
Мая Кихара (яп. 木原 麻耶 Кихара Мая) — одноклассница Рюдзи, подруга Нанако. Влюблена в Юсаку, старается всюду быть к нему как можно ближе, не подпуская к нему других девушек. Когда узнаёт, что Тайга влюблена в Юсаку, старается свести Тайгу и Рюдзи.
Сэйю: Ай Нонака
Нанако Касий (яп. 香椎 奈々子 Касий Нанако) — одноклассница Рюдзи. Подруга Ами и Маи.
Сэйю: Момоко Исикава

## Список серий аниме
| № эпизода | Название | Дата выхода |
| --------- | --- | ----------- |
| 1         | Тигр и Дракон (яп. 虎と竜 Тора то Рю:)                                                                       | 02.10.2008  |
| 2         | Рюдзи и Тайга (яп. 竜児と大河 Рю:дзи то Тайга)                                                               | 09.10.2008  |
| 3         | Твоя песня (яп. 君の歌 Кими но ута)                                                                          | 16.10.2008  |
| 4         | Выражение лица в тот момент (яп. あのときの顔 Ано токи но као)                                               | 23.10.2008  |
| 5         | Ами Кавасима (яп. かわしまあみ Кавасима Ами)                                                                 | 30.10.2008  |
| 6         | Истинная сущность (яп. ほんとの自分 Хонто но дзибун)                                                         | 06.11.2008  |
| 7         | Открытие бассейна (яп. プールびらき Пу:ру бираки)                                                            | 13.11.2008  |
| 8         | Ради кого? (яп. だれのため Дарэ но тамэ)                                                                     | 20.11.2008  |
| 9         | Поехали к океану, говоришь ты (яп. 海にいこうと君は Уми ни ико: то кими ва)                                  | 27.11.2008  |
| 10        | Фейерверк (яп. 花火 Ханаби)                                                                                  | 04.12.2008  |
| 11        | Культурный фестиваль школы Охаси — Предисловие (яп. 大橋高校文化祭【前編】 О:хаси ко:ко: бункасай [Дзэнпэн]) | 11.12.2008  |
| 12        | Культурный фестиваль школы Охаси — Вторая часть (яп. 大橋高校文化祭【中編】 О:хаси ко:ко: бункасай [Тю:хэн]) | 18.12.2008  |
| 13        | Культурный фестиваль школы Охаси — Послесловие (яп. 大橋高校文化祭【後編】 О:хаси ко:ко: бункасай [Ко:хэн])  | 25.12.2008  |
| 14        | Карманный Тигр счастья (яп. しあわせの手乗りタイガー Сиавасэ но Тэнори Тайга:)                               | 08.01.2009  |
| 15        | Звёзды, далеко (яп. 星は, 遠く Хоси ва, то:ку)                                                               | 15.01.2009  |
| 16        | Твой шаг вперёд (яп. 踏みだす一歩 Фумидасу иппо)                                                             | 22.01.2009  |
| 17        | Меркурий отступает в Рождество (яп. クリスマスに水星は逆行する Курисумасу ни Суйсэй ва гякко:суру)           | 29.01.2009  |
| 18        | Под ёлкой (яп. もみの木の下で Моминоки но сита дэ)                                                           | 05.02.2009  |
| 19        | Праздник в канун Рождества (яп. 聖夜祭 Сэйя-сай)                                                             | 12.02.2009  |
| 20        | Всегда будет так (яп. ずっと、このまま Дзутто, коно мама)                                                    | 19.02.2009  |
| 21        | Несмотря ни на что (яп. どうしたって До:ситаттэ)                                                             | 26.02.2009  |
| 22        | Сцена с тобой (яп. 君のいる景色 Кими но иру кэсики)                                                          | 05.03.2009  |
| 23        | Путь, который нужно пройти (яп. 進むべき道 Сусумубэки мити)                                                  | 12.03.2009  |
| 24        | Признание (яп. 告白 Кокухаку)                                                                                | 19.03.2009  |
| 25        | Торадора! (яп. とらドラ！)                                                                                   | 26.03.2009  |
| OVA       | Секрет бэнто (яп. 弁当の極意 Бэнто: но гокуи)                                                                | 24.12.2011  |

### Toradora! SOS
«Торадора! SOS Да здравствуют обжоры» (яп. とらドラ！S.O.S 食いしん坊万々歳 Торадора! Эсу о: эсу. Куйсимбо: бамбандзай) — серия мини-эпизодов, выходивших в качестве бонуса к DVD-изданию с 25 февраля по 26 августа 2009 года. Каждый эпизод посвящён определённому блюду. Все эпизоды проходят с участием только главных персонажей (за исключением третьего, в котором присутствует Юри). Рюдзи и Минори выступают в роли кулинарных экспертов, Тайга и Ами — в роли дегустаторов, а Юсаку — в роли судьи. Эпизоды заканчиваются сценой с попугаем Инко.
| № эпизода | Блюдо          | Дата выхода |
| --------- | -------------- | ----------- |
| 1         | Спагетти       | 25.02.2009  |
| 2         | Пурин (пудинг) | 22.04.2009  |
| 3         | Карри          | 24.06.2009  |
| 4         | Солонина       | 26.08.2009  |

## Музыкальное сопровождение
- Открывающие композиции:

1. «Pre-Parade» (яп. プレパレード Пурэпарэ:до) (1-16) (исполняют Риэ Кугимия, Эри Китамура и Юи Хориэ)
2. «Silky Heart» (17-24 серии) (исполняет Юи Хориэ)

- Закрывающие композиции:

1. «Vanilla Salt» (яп. バニラソルト Банира Соруто) (1-16 серии) (Юи Хориэ)
2. «Orange» (яп. オレンジ Орэндзи) (17-18, 20-25 серии) (Риэ Кугимия, Эри Китамура и Юи Хориэ)
3. «Holy Night» (яп. ホーリーナイト Хо:ри: Наито) (19 серия) (Риэ Кугимия и Эри Китамура)